# Hana Žantovská
Hana Žantovská (4. května 1921 Praha – 17. srpna 2004 Praha), rozená Eislerová, byla česká redaktorka, spisovatelka a především překladatelka z angličtiny a němčiny. Jejím synem je překladatel a politik Michael Žantovský. Dcera Irena Murray Žantovská (*3. července 1946) je historička umění, kurátorka, knihovnice a překladatelka, která vedla několik sbírek a specializovaných knihoven v Kanadě a knihovnu Královského institutu britských architektů (Royal Institute of British Architects) v Londýně.

## Život
Po maturitě složila státní zkoušku z angličtiny, němčiny a francouzštiny. V letech 1945–1949 pracovala jako úřednice v publikačním odboru ministerstva informací. Poté působila do roku 1951 jako lektorka Filmového studia Barrandov. Po roce 1952 byla pravidelnou externí spolupracovnicí dětského rozhlasového vysílání Československého rozhlasu a také přispívala prozaickými texty a verši do dětských časopisů (např. Mateřídouška nebo Ohníček). V letech 1956–1979 působila jako redaktorka v nakladatelství Mladá fronta.
V roce 1964 navštívila Londýn a seznámila se zde s významnými britskými spisovateli. Roku 1966 absolvovala kurs anglické literatury v Cambridgi.[zdroj?] S počátkem 70. let 20. století se stala načas nepohodlnou komunistickému režimu a byla postižena zákazem činnosti. Její překlad románu Grahama Greena Vlak do Istanbulu (1973) pokryl tehdy svým jménem Jan Zábrana. Po roce 1990 byla spolupracovnicí rozhlasové stanice Vltava v oblasti anglické a německé poezie a v letech 1994–1997 byla místopředsedkyní českého PEN klubu.
Její překladatelské dílo je neobyčejně rozsáhlé a patří do zlatého fondu české překladové literatury. Editorsky připravila většinu výborů z překládaných básníků a k řadě publikací napsala i doslov.
Kromě překladatelské činnosti se věnovala i vlastní tvorbě. Pod pseudonymem Hana Marková vydala roku 1942 básnickou sbírku Černá hodina, je autorkou próz pro děti Pohádka o neposlušném kominíčkovi (1962), Pohádky ze dvou klubíček (1962) a O statečném vozítku (1964) a také psychologického románu Boží údolí (1968).

## Ocenění
- Roku 1978 obdržela od nakladatelství Mladá fronta literární cenu za překlady veršů Johna Keatse (Obrys krásy, 1977).
- Od roku 2005 uděluje Obec překladatelů nenárokové Tvůrčí stipendium Hany Žantovské. Uděluje se z nadačního daru Ireny Murray Žantovské a Michaela Žantovského. Posláním stipendia je podpořit vydávání básnických překladů do češtiny.[4]

## Nejvýznamnější překlady

### Překlady z angličtiny
- Margaret Atwoodová: Ublížení na těle, 1989.
- Elizabeth Barrettová-Browningová: Portugalské sonety, 1946 (uvedena jako Hana Marková-Žantovská, stejně tak v r. 1947), … 7. české vyd. 2004; (na Slovensku Bratislava: Nestor, 2002).
- Elizabeth Barrettová-Browningová – Robert Browning: Milý pane Browningu: výbor z korespondence Elizabeth Barrettové-Browningové a Roberta Browninga, 1984 (vybrala, přeložila, předmluvu a vysvětlivky napsala a obrazovými přílohami opatřila H. Žantovská).
- George Gordon Byron: Lyrika, 1959.
- George Gordon Byron: Poutník z Albionu, 1981.
- Joseph Conrad: Vyhnanec z ostrovů, 1979.
- Joseph Conrad: Záchrana, 1984.
- Robert Creeley: Variace, 1979.
- Robert Creeley: Zahrady paměti, 1999.
- John Donne: Extáze, 1967.
- John Erskine: Nezbedný mistr baladí, 1975.
- John Fowles: Francouzova milenka, 1969.
- John Fowles: Věž z ebenu, 1997, společně s Rudolfem Chalupským a Martinem Machovcem.
- Robert Frost: Na sever od Bostonu, 1964.
- Robert Frost: Hvězda v kamenném člunu, 1983.
- John Galsworthy: Forsytovo nanebevzetí, 1988.
- Graham Greene: Moc a sláva, 1947.
- Graham Greene: Brightonský špalek, 1971.
- Graham Greene: Vlak do Istanbulu, 1973, z politických důvodů vyšel překlad pod jménem Jana Zábrany.
- Graham Greene: Konec dobrodružství, 1986.
- Graham Greene: Doktor Fischer ze Ženevy, 1987.
- Graham Greene: Lidský faktor, 1995.
- Arthur Hailey: Hotel, 1977, společně s Michaelem Žantovským.
- Gilbert Keith Chesterton: Návrat Dona Quiota, 1985.
- Gilbert Keith Chesterton: Anarchista Čtvrtek, 1987.
- Gilbert Keith Chesterton: Klub podivných živností, 1987.
- Christopher Isherwood: Fialka z Prátru, 1997.
- John Keats: Obrys krásy, 1977.
- John Keats: Déšť z plané růže, 1994.
- William Somerset Maugham: Odsouzen k útěku, 1976.
- Brian Moore: Osamělá vášeň slečny Hearnové, 1969.
- Toni Morrisonová: Milovaná, 1996.
- Toni Morrisonová: Šalamounova píseň, 2002.
- Irwin Shaw: Chléb na vodách, 1985.
- Leon Uris: Exodus, 1991, společně s Štefanií Lorandovou.
- Derek Walcott: Jiný život, 1982, v časopise Světová literatura.
- Virginia Woolfová: Flush, 1994.

### Překlady z němčiny
- Ingeborg Bachmannová: V hlavní roli žena, 1982.
- Ingeborg Bachmannová: Tři cesty k jezeru, 1982, společně s Josefem Čermákem.
- Hermann Hesse: Stupně, 1964.
- Ernst Theodor Amadeus Hoffmann: Mistr Blecha, 1976, společně s Vladimírem Procházkou a Erikem A. Saudkem, výbor z povídek.
- Hugo von Hofmannsthal: Píseň na cestu, 1979.
- Franz Kafka: Dopisy Mileně, 1968, rozšířené vydání 1993.
- Franz Kafka – Max Brod: Přátelství (korespondence), 1998.
- Erich Kästner: Luisa a Lotka, 1978.
- Lev Kopelev: Rusko – obtížná vlast, 1997.
- Renate Krügerová: Dobrodružství pernikářského tovaryše, 1989.
- James Krüss: Hosté na Humřím útesu, 1984.
- Friedrich Rückert: Nekonečná píseň, 1988.
- Else Lasker-Schülerová: Klaviatura srdce, 1970.
- Nelly Sachsová: Nejtemnější je barva stesku, 1967, v časopise Světová literatura.
- Nelly Sachsová: Noční hlídka, 1969.
- Franz Werfel: Přítel světa, 1965.
- Franz Werfel: V domě dětství, 1990.

### Antologie
- Kéž hoří popel můj, 1967, kolektiv překladatelů, výbor z poezie evropského baroka.
- Moderní anglická poezie, 1964, společně s Jiřinou Haukovou, Janem Zábranou a Jiřím Valjou.
- Poezie přelomu století, 1984, společně s Jiřím Pecharem, Barbarou Köpplovou a Jiřím Honzíkem.

## Vlastní díla
- Černá hodina (1942), básnická sbírka vydaná pod pseudonymem Hana Marková.
- Elizabeth Barrett Browningová (1948), biografie.
- Pohádka o neposlušném kominíčkovi (1949), próza pro děti.
- Pohádky ze dvou klubíček (1962), próza pro děti.
- O statečném vozítku (1964), próza pro děti.
- Boží údolí (1968), psychologický román z prostředí kláštera a vojenského lazaretu v odlehlém údolí bavorských Alp v prvních týdnech po skončení druhé světové války.